# Gander Green Lane
Die Gander Green Lane (auch Borough Sports Ground genannt, durch Sponsoringvertrag offiziell VBS Community Stadium) ist ein Fußballstadion im englischen London Borough of Sutton, Greater London, Vereinigtes Königreich. Der Fußballverein Sutton United ist Eigentümer und seit den 1910er Jahren Hauptnutzer des Stadions. Die Sportanlage im Süden von London verfügt über 5013 Plätze. Auf der Haupttribüne befinden sich 765 überdachte Sitzplätze. Der Besucherrekord stammt vom 24. Januar 1970, als Sutton United in der 4. Runde des FA Cup 1969/70 gegen Leeds United (0:6) vor 14.000 Zuschauern antrat. 2018 war die Spielstätte eines von insgesamt elf Stadien der CONIFA-Weltfußballmeisterschaft, ein Fußballturnier für Staaten, Minderheiten, staatenlose Völker und Regionen, die nicht Mitglied der FIFA sind.

## Geschichte
Vor der Bebauung mit dem Stadion wurde das Gelände Ende des 19. Jahrhunderts als Kleingartenanlage genutzt. Zur Saison 1912/13 siedelte Sutton United in das Stadion um. Zu dieser Zeit trug es die Bezeichnung „Adult School Sports Ground“. Vor der Gander Green Lane spielte  Sutton auf verschiedenen Plätzen. Das erste Spiel von Sutton United war eine Partie gegen Guards Depot im FA Cup. Die erste Begegnung in der Liga gegen den FC Redhill gewann Sutton vor 800 Zuschauer mit 1:0. Nach nur einer Saison verließ der Club die Gander Green Lane wieder trug seine Heimspiele auf einem Platz an der Grove Road, „The Find“ genannt, aus. Nach dem Ersten Weltkrieg kehrte Sutton United an die alte Stätte zurück, wo der Club seitdem beheimatet ist. Die erste Partie nach dem Krieg wurde am 30. August 1919 gegen die Page Green Old Boys ausgetragen. Die 400 Besucher sahen einen 4:1-Sieg der Gastgeber. In der Saison 1950/51 arbeitete der Club Pläne für eine Tribüne aus, die £3000 kosten sollte. Der Bau an der Südseite wurde 1951 fertiggestellt und bietet 765 Sitzplätze. Die Sitze sind rot und blau, welche aber ungewöhnlicherweise nicht die Farben des Clubs sind. Im Laufe des Jahres hatte das Geländeverbesserungskomitee die Nutzung des Grundstücks neben der Eisenbahnlinie, auf dem ein Parkplatz errichtet worden war, sichergestellt. Auch der Bau einer neuen Stehplatztribüne unter Verwendung von Bahnschwellen war weit fortgeschritten. Der Stadtrat stellte £1200 bereit, damit der Bau des Zuschauerrangs termingerecht abgeschlossen werden konnte. Durch ehrenamtliche Arbeit konnte ein großer Teil der Zeit eingespart werden, besonders das Graben von drei Dutzend Löchern, jedes sechs Fuß tief und vier Fuß im Quadrat, die alle mit Beton gefüllt wurden. Die große Tribüne wurde mit Unterbringungsmöglichkeiten ausgestattet, was Kosten von £10.000 verursachte. Der Gemeinderat stimmte einem Darlehen zur Kostendeckung zu. Sutton United wurde eingeladen in der Saison 1962/63 der Isthmian League beizutreten. Dafür wurde an der Gander Green Lane für £5000 eine Flutlichtanlage aufgestellt.
Im Sommer 1986 wurde nach der Saison durch eine Gruppe freiwilliger Fans die Bahnschwellen hinter dem Tor am Ende der Collingwood Road weggeräumt, um eine neue Stehplatztribüne aus Beton zu errichten. Des Weiteren wurden die Zäune und die Haupttribüne gestrichen, bevor die Umkleidekabinen neugestaltet wurden. In der Saison 1996/97 wurde Ende Februar mit dem Bau der Securicor-Stehplatztribüne begonnen. Die Fans wurden eingeladen beim Bau finanziell mitzuhelfen. Im Rahmen des Programms „Buy A Brick“ (deutsch Kaufe einen Ziegelstein) konnten sich die Unterstützer mit einer Plakette auf der Rückwand verewigen. Es kamen £7000 zusammen. Im März wurde der Bau fertiggestellt. Im Sommer zur Saison 2000/01 wurde das Flutlicht erneuert. Weitere kleine Veränderungen wie der neue Erfrischungsstand mit Namen „Rose’s Tea Hut“ oder die Verlegung des Fanshops an die Securicor-Stehplatztribüne, da der alte Laden zu klein geworden war. Als weitere Neuerung erhielt das Spielfeld ein neues Drainagesystem zur besseren Entwässerung. Gegenüber der Haupttribüne „Main Stand“ steht im Norden die „Recreational Terrace“. Auf dem Dach befindet sich ein Unterstand, der zur Übertragung für die Fernsehkameras genutzt wird. Hinter den Toren befinden sich im Westen das Gander Green Lane End und im Osten das Collingwood Road End (Gästebereich). Zwischen dem Collingwood Road End und der Haupttribüne befindet sich seit 2022 der Stehplatzrang „Tardis Terrace“. Er wurde für die Heimfans gebaut, wird bei Bedarf aber auch von Gästefans genutzt. Mit dem sportlichen Aufstieg der letzten Jahre des Clubs wurde der Borough Sports Ground den höheren Anforderungen angepasst. 2015 erhielt das Spielfeld mit dem Aufstieg in die National League und einem Spiel der C-Mannschaft Englands gegen die slowakischen U-21-Fußballnationalmannschaft (3:4) einen 3G-Kunstrasen. Nach dem Aufstieg 2021 in die EFL League Two musste das künstliche Grün, nach den Anforderungen der Liga, ersetzt werden. Vor der Saison 2021/22 wurde ein Hybridrasen verlegt.
Seit August 2021 trägt die Gander Green Lane den Sponsoringnamen „VBS Community Stadium“, nach den Vulcan Building Services. Der Vertrag läuft bis zum 31. Juli 2025.
Seit 2023 nutzen die Frauen von Crystal Palace die Sportstätte.